# 구사르구
구사르구(아제르바이잔어: Qusar rayonu)는 아제르바이잔 북동부에 위치한 구로 행정 중심지는 구사르이며 면적은 1,542km2, 인구는 85,000명(2006년 기준)이다. 캅카스산맥 기슭에 자리잡고 있으며 북쪽으로는 러시아 다게스탄 공화국과 접한다.